# ريكاردو بالثكيث
ريكاردو بلازكز (بالإسبانية: Ricardo Blázquez)‏ هو كاهن كاثوليكي إسباني، ولد في 13 أبريل 1942 في فيانويفا ديل كامبيو في إسبانيا.